# Savez za Hrvatsku (2014.)
Savez za Hrvatsku, bio je prvotno savez 8 hrvatskih političkih stranaka a nakon siječnja 2015. godine savez 4 hrvatske političke stranke. 

## Povijest
Savez za Hrvatsku bio je osnovan kao nova politička snaga čiji je cilj bio dokinuti stranačku bipolarizaciju Republike Hrvatske te osigurati demokratski izabranim predstavnicima u tijelima lokalne, regionalne i državne vlasti zastupanje istinske volje hrvatskoga naroda. Savez je bio otvoren svim političkim strankama, udrugama i pojedincima koje podržavaju i prihvaćaju ideju, temeljne odrednice i zajedničke ciljeve Saveza. Pristupanjem Savezu svaka članica zadržavala je svoj program i posebnost, a javne aktivnosti u predizbornim kampanjama usuglašavala je i koordinirala s ostalim članicama Saveza. Svaka članica za pitanja koja nisu usuglašena i dogovorena ovom Platformom mogla je istupati samostalno.
Prvi put javnosti Savez za Hrvatsku predstavljen je 5. veljače 2014. godine u Zagrebu i tada je bilo 8 stranaka članica predstavljajući koordinaciju desnih političkih stranaka, nezavisnih lista i kandidata, utemeljenu radi zajedničkog političkog djelovanja i nastupa na hrvatskim izborima 2014./15.

### Stranke članice i predsjedništvo
- Hrast – Pokret za uspješnu Hrvatsku
- HDSSB
- Obiteljska stranka
- Hrvatska zora stranka naroda
- Hrvatska stranka prava
- Autohtona hrvatska seljačka stranka
- Zavjet za Hrvatsku
- Akcija za bolju Hrvatsku

Predsjedništvo Saveza činili su predsjednici svih članica, a to su bili: Ladislav Ilčić (Hrast – Pokret za uspješnu Hrvatsku), Vladimir Šišljagić (HDSSB), Mate Knezović (OS),  Milan Kujundžić (HZ), Daniel Srb (HSP), Branko Borković (A-HSS), Marko Lukić (ZZH) i Željko Cvrtila (ABH).

### Izbori za Europski parlament 2014.
Saveza za Hrvatsku sudjelovao je na izborima za Europski parlament 2014. godine dobivši 6,88% glasova te je time prešao izborni prag, no u Europskome parlamentu nije dobio zastupnika. Po D'Hondtovom sustavu izračuna mandata pretekao ga je šesti kandidat s liste HDZ-a i to s razlikom od 203 glasa.

### Predsjednički izbori 2014. godine
Na predsjedničkim izborima 2014. godine kandidat Saveza za Hrvatsku bio je Milan Kujundžić. U prvome krugu izbora završio je na četvrtom mjestu sa 112.585 (6,30%) dobivenih glasova. 

### Rascijep
U siječnju 2015. godine iz Saveza za Hrvatsku istupio je Hrast – Pokret za uspješnu Hrvatsku, a početkom veljače iste godine istupili su HDSSB, Obiteljska stranka, i Hrvatska zora stranka naroda.
Nakon toga četiri preostale stranke Hrvatska stranka prava (HSP), Autohtona hrvatska seljačka stranka (A-HSS), Zavjet za Hrvatsku (ZZH) i Akcija za bolju Hrvatsku (ABH) nastavile su kao savez 4 stranke do pred hrvatske parlamentarne izbore u studenome 2015. godine kada su preostale stranke pristupile drugim koalicijama ili planirale izaći na izbore samostalno.

## Temeljne odrednice i zajednički ciljevi Saveza bili su
1. Očuvanje nacionalnih interesa, hrvatske slobode, neovisnosti, dostojanstva svakog građanina te drugih nacionalnih i iskonskih vrijednosti hrvatskog naroda čije je izvorište u državotvornosti hrvatskog naroda, samostalnoj Hrvatskoj državi i Domovinskom ratu te povijesnom nasljeđu.
2. Očuvanje, poticanje i zastupanje jasnih i čvrstih nacionalnih stavova, interesa, identiteta i suverenosti unutar Europske unije kao ravnopravne zajednice suverenih država, kao i unutar postojećih integracija.
3. Razvoj hrvatskog gospodarstva na ekosocijalnom tržišnom modelu i održivom razvoju, u kojem će kapital biti u službi razvoja domaće proizvodnje i usluga, te povećanja standarda hrvatskih građana.
4. Zaustavljanje propadanja te oživljavanje hrvatskog sela i otoka.
5. Osiguranje vladavine prava i pravde jednake za sve građane.
6. Demografska obnova i zaštita obitelji kao temelja Hrvatske, temeljene na općeljudskim i kršćanskim vrijednostima.
7. Trajna zaštita dostojanstva Domovinskog rata kao i prava hrvatskih branitelja i njihovih obitelji te civilnih žrtava iz Domovinskog rata.
8. Racionalizacija i preustroj državne uprave temeljene na jasnim profesionalnim kriterijima i decentralizaciji, radi osiguranja ravnomjernog razvoja Republike Hrvatske.
9. Trajna zaštita prirodnih i nacionalnih bogatstva i optimalno upravljanje pojedinim dijelovima okoliša, a posebice zaštićenim dijelovima prirode.
10. Očuvanje hrvatske kulturne baštine i tradicije kao jamstva za očuvanje hrvatskog nacionalnog bića.
11. Provedba lustracije utemeljene na dobroj europskoj praksi u kojoj nema nedodirljivih.
12. Zajedništvo domovinske i iseljene Hrvatske u gospodarskom i političkom razvoju Republike Hrvatske, kao i trajna zaštita Hrvata na cjelokupnom autohtonom etničkom prostoru.
13. Trajna zaštita Hrvata u Bosni i Hercegovini, njihov status i stvaranje pretpostavki za stvarnu jednakopravnost, te uspostava jake međudržavne veze RH i BiH.
14. Iskorjenjivanje korupcije i kriminala.
15. Stvaranje adekvatnog sigurnosnog sustava i strategije Nacionalne sigurnosti koji bi štitio nacionalne interese RH.
16. Ojačati instituciju referendumskog izjašnjavanja građana o pitanjima od njihovog vitalnog i nacionalnog interesa.
17. Uvođenje isključivog gospodarskog pojasa.
18. Preispitivanje svih odluka i zakona koji su nanijeli štetu RH i hrvatskom narodu te kažnjavanje svih odgovornih kao i povrat sve protupravno stečene imovine.
19. Ustrajanje na tužbi za genocid R. Srbije, te naplata ratnih šteta od država agresora u Domovinskom obrambenom ratu.

- Rad i aktivnosti Saveza usmjerava i koordinira Predsjedništvo Saveza, koje čine Predsjednici svih članica (u slučaju spriječenosti opunomoćenici Predsjednika). Po potrebi, a odlukom predsjedništva Saveza se osnivaju međustranačka zajednička radna tijela za provedbu odluka Predsjedništva Saveza za određena pitanja.
- Medijski nastupi Saveza dogovaraju se na Predsjedništvu, a kada su u pitanju važne nacionalne teme Savez će održavati konferencije za medije na kojima će djelovati/prisustvovati članovi Predsjedništva.
- Eventualna različita politička stajališta članica Saveza rješavat će se dijalogom isključivo unutar Saveza, a svojom čašću svaka članica se obvezuje da će čuvati tajnost i povjerljivost podataka i saznanja o radu Saveza.

## Funkcioniranje Saveza
- a) Odluke na Predsjedništvu Saveza donosile su se konsenzusom uz mogućnost pridržaja vlastitog stava svake pojedine članice. Svaka članica imala je pravo na jedan glas u Predsjedništvu Saveza i radnim tijelima.
- b) Kompletan Program političkog djelovanja Saveza bio je utemeljen je na Platformi od 25. siječnja 2014. Programe iz pojedinih područja, ustroj radnih tijela i druge potrebne odluke donosilo je Predsjedništvo Saveza.
- c) Način funkcioniranja i vođenja, financiranja kampanje, te raspored po izbornim jedinicama i listama donosilo je Predsjedništvo Saveza uz prethodno pribavljeno i usuglašeno stajalište nadležnih tijela članica Saveza.

## Vanjske poveznice
- Stranice Saveza na web.archive.org, 18. prosinca 2014.
- Hrvatska stranka prava
- Autohtona hrvatska seljačka stranka  Arhivirana inačica izvorne stranice od 4. veljače 2015. (Wayback Machine)
- Zavjet za Hrvatsku  Arhivirana inačica izvorne stranice od 16. kolovoza 2015. (Wayback Machine)
- Akcija za bolju Hrvatsku